# Igatpuri
Igatpuri es una ciudad y  municipio situada en el distrito de Nashik en el estado de Maharashtra (India). Su población es de 30989 habitantes (2011). Se encuentra a 46 km de Nashik.

## Demografía
Según el censo de 2011 la población de Igatpuri era de 30989 habitantes, de los cuales 15748 eran hombres y 15241 eran mujeres. Igatpuri tiene una tasa media de alfabetización del 89,40%, superior a la media estatal del 82,34%: la alfabetización masculina es del 94,50%, y la alfabetización femenina del 84,16%.